# Хлыст (Marvel Comics)
Хлыст (англ. Whiplash) — суперзлодей из комиксов издательства Marvel Comics.

## Биография

### Ранние годы
После окончания университета, Марк Скарлотти начал работать на Маггия в качестве проектировщика оружия. Со временем он сконструировал оружие как для Маггии, так и для себя. Скарлотти создал стальной эластичный прут, способный разрубить практически любой металл за исключением адамантия. Скарлотти обладал природным даром в обращении с хлыстом и практиковался с ним, пока не стал мастером в использовании хлыста в качестве оружия.
Он использовал своё изобретение, чтобы стать специальным костюмированным агентом для Маггия и взял себе прозвище «Хлыст». Хлыст хорошо зарекомендовал себя у Маггии при первой битве с неуязвимым Железным человеком, хотя поединок окончился ничьей.
Позднее Маггия под псевдонимом Марка Скотта отправит Скарлотти в филиал Старк Интернэшнл в Цинциннати. Целью Скарлотти был сбор и изучение различных проектов. Скарлотти стал главой исследовательского центра и вновь в облачении Хлыста сразился с Железным человеком.
Хлыст сбежал, не раскрыв своей личности, однако он решил оставить работу в Старк Индастриз. Разумное существо из другого измерения, Чёрная Лама, предложило Хлысту, а также Правителю и Человеку-быку, шанс получить Золотую Сферу Силы. Чёрная Лама отправила их как Смертельный отряд, чтобы уничтожить Железного человека на мероприятии Comic-Con в Сан-Диего. Железному человеку удалось одолеть троицу замаскированных злодеев. В итоге Хлыста арестовали и отправили в тюрьму. Маггия внесла залог за него и продолжила нанимать в качестве наёмного убийцы.
Находясь на задании, Хлыст сразился с Человеком-пауком и Железным человеком, но оказался на грани безумия из-за воздействия психических сил Духа. Хлыст пришёл в себя уже в тюрьме Рейкер. Позже, Джастин Хаммер, конкурент Тони Старка, помог Хлысту сбежать из тюрьмы. Хаммер сформировал свою команду суперзлодеев на условии, что он будет финансировать их снаряжение и операции, а взамен будет получать прибыль от награбленного.
Хаммер также планировал подорвать репутацию Старка и Железного человека. Хлыст, Плавитель и первый Буран по приказу Хаммера отправились в Атлантик-Сити. Железный человек застал троицу злодеев, грабящих казино, и с помощью Беттани Кейб одолел их. Она критиковала Железного человека за то, что он сражается с суперзлодеями вместо того, чтобы защищать Старка. Конфликт усугубился, когда Джастин Хаммер обвинил Железного человека в убийстве. Вместо того чтобы отомстить Хаммеру и очистить своё имя, Железный человек стал искать утешения на дне стакана.
Всё-таки со временем, Старк решил вернуть честное имя Железного человека и найти лицо, ответственное за его проблемы. Скотт Лэнг допросил Хлыста в тюрьме Рейкер и выяснил местоположение Хаммера. Позднее Хаммеру удалось вытащить Хлыста, Плавителя и Бурана из заточения. Железный человек сумел обнаружить расположение особняка Хаммера вместе с самим Хаммером и его приспешниками, включая Хлыста.
Хаммер приказал всем атаковать Железного человека, но даже при такой поддержке железный мститель победил Хлыста. Тем не менее самому Хаммеру при помощи первого Шпиона удалось сбежать. Железный человек оправдал себя, а Хлыст вместе со своими сообщниками был отправлен в заключение. Спустя несколько месяцев, Скарлотти даст о себе знать под другим именем и в другом костюме.

### Чернохлыст
Со времени поражения от рук Железного человека, Скарлотти усовершенствовал свой боевой комплект и взял прозвище «Чернохлыст» (англ. Blacklash). Он вернулся с целью упрочить себя в качестве главного наёмного убийцы, а его основная цель работала в Старк Интернэшнл (бывший Старк Индастриз).
Тем не менее Чернохлыст снова и снова оказывался побеждённым Железным человеком и не мог достигнуть своей цели. После безуспешной карьеры преступника, стремления измениться оказались также неудовлетворёнными. Из-за своей общеизвестной криминальной деятельности Скарлотти не смог заключить ни одного законного контракта или получить честную работу. Он стал объектом глумления местных жителей и оказался отвергнутым родителями.
Скарлотти ничего не оставалось как вернуться к преступной жизни. Вот почему, когда Маггия вновь позвала Чернохлыста на службу, он согласился. Чернохлыст получил задание убить на собрании учёного, но своевременное вмешательство Человека-паука и Джима Родса в качестве Железного человека, позволило цели сбежать. Чернохлыст вступил в схватку с двумя героями, но вновь оказался побеждённым и заточённым в тюрьму.
Выйдя на свободу, Чернохлыст недолгое время работал со Зловещим синдикатом и безуспешно атаковал Человека-паука. Позднее, нанятый Джастином Хаммером, Чернохлыст совместно с первым Жуком и вторым Бураном отправился уничтожить Силу — бывшего приспешника Хаммера. Троица была побеждена Тони Старком, Роудсом и Силой.
Промышленный саботер, известный как Призрак, оказался проблемой как для Хаммера, так и для Старка. Хаммер приказал Чернохлысту, Бумерангу и Бурану объединиться с Железным человеком и захватить Призрака, однако позже Чернохлыст нападёт на Железного человека. Хаммер поручил Чернохлысту и Носорогу достать броню и хвост Скорпиона, когда тот нарушил свою договорённость с Хаммером.

### Иван Ванко
Иван был сыном русского физика, Антона Ванко, помогавшего Говарду Старку, в создании Дугового реактора, но впоследствии депортированного из США. Отец Ивана страдал алкоголизмом и в течение многих лет ругал своего сына. В какой-то момент его подловили на продаже плутония Пакистану и отправили в тюрьму на 15 лет. На протяжении многих лет Иван стал разбираться в области физики и механических наук. После смерти отца в нищете, Ванко поклялся отомстить семье Старков, из-за которой Антон был отправлен обратно в СССР. Он построил экзоскелет, питавшийся от миниатюрного дугового реактора, чтобы с его помощью убить Тони Старка.

## Экипировка
Чернохлыст носил боевой костюм, сплетённый из стальных колец, а его плащ был способен отразить пули средних калибров. Главным оружием Скарлотти были его два кибернетически управляемых кнута, состоящие из сплетённых между собой нитей сапфира и стали. Эти кнуты способны достигать удвоенной скорости звука. Они могут двигаться так быстро, что способны отбить пули. Конец кнута способен пробить сталь толщиной в 6,7 см.
Кроме обычного кнута, оружие может втягиваться в рукоять и превращаться в нунчаки или же вытягиваться на полную длину и использоваться для прыжков и возвышенных перемещений. Кнут может храниться в специальных ножнах перчатках Чернохлыста.
Кнут также использует другой вспомогательный арсенал, включая шар с дисками, который генерирует искусственное гравитационное поле. Он также орудует «некропетлёй», через которую может пропускать электрическую энергию из своих перчаток.

## Вне комиксов

### Фильмы
Первым кинопоявлением Хлыста стал фильм «Железный человек 2», где его сыграл Микки Рурк.
Хлыст является главным злодеем фильма и представлен как советский инженер Иван Ванко. Он является сыном учёного Антона Ванко, который помогал Говарду Старку в его исследованиях. Но Ванко-старший оказался промышленным шпионом и его выслали из США, а в СССР из-за провала отправили в Сибирь на 20 лет. Сам Иван тоже хорош — как минимум, успешно отправил партию советского оружейного плутония в Пакистан. После смерти отца в бедности Иван создаёт собственный миниатюрный ядерный реактор и конструкцию, с помощью которой он контролирует и использует в качестве оружия ручные энергохлысты.
Он перебирается в Монако, под видом рабочего проникает в персонал гоночных состязаний, на которых должен присутствовать Тони Старк, и нападает на него, когда тот участвует в автогонке, но Тони в образе Железного человека (он держал поблизости компактную броню-чемодан) одолел Ванко в бою. Иван снова оказался в тюрьме, откуда его спешно вытащил конкурент Тони — Джастин Хаммер, оказавшийся под впечатлением от нового концептуального оружия и нанявший Ванко создать армию Железных солдат.
Иван создаёт дистанционно управляемых роботов-дронов, и, подобно самому Старку в первом фильме, успешно притворяется, что они не готовы к полной демонстрации своих возможностей. Наивный Хаммер надеется, что дроны будут на его выставке массовкой, а главным образцом — старковский Воитель, полученный от военных. Ванко захватывает контроль над дронами и Воителем и атакует ими Железного человека, заодно устраивая террор среди зрителей и жителей города. После того как Чёрной вдове удаётся дистанционно освободить Воителя от контроля злодея, они со Старком побеждают всех дронов. После этого появляется сам Иван Ванко, который улучшил собственный костюм и вооружение (вид костюма напоминает броню Красного Динамо). С большим трудом Старк и Джеймс Роудс побеждают его, но Иван, предусмотрев своё поражение, заминировал себя и дронов. Старк и Роудс спешно улетают, попутно Тони спасает свою подопечную-секретаршу от подрыва одного из разрушенных дронов. Таким образом провалилась и последняя задумка мстительного инженера.
Для того чтобы вжиться в роль Хлыста, Микки Рурк побывал на экскурсии в Бутырской тюрьме.
В сериале «Агенты «Щ.И.Т.» во 2 сезоне появляется Марк Скарлотти, здесь он является наёмником и работает на организацию Гидра. В своё время чуть не убил Клинта Бартона в схватке. Был побеждён Бобби.

### Мультсериалы
- В сериале 1994 является постоянным подопечным Мандарина, испытывает романтические чувства к Гипнотии. В этом сериале он изображён с одним хлыстом магического происхождения.
- В сериале «Приключения в броне» является одним из противников Тинейджера Тони. В этом сериале он ближе к версии Вселенной Marvel.
- Два высокотехнологичных хлыста и броня Хлыста появляются в «Финес и Ферб: Миссия Marvel».